# Robert Pourvoyeur
Robert Pourvoyeur est un musicologue et musicien belge, spécialiste de Jules Verne, de Jacques Offenbach, d'Aristide Hignard, de l'opérette et des zarzuelas. Né le 29 septembre 1924 à Bruxelles, il est décédé le 25 décembre 2007 à Overijse.

## Biographie
Professeur émérite de droit et d'économie internationaux à l'Université d'Anvers et  à l'Economische Hogeschool Sint-Aloysius de Bruxelles, il fut directeur général au Conseil des Ministres des Communautés européennes (1975) et secrétaire de la délégation belge auprès du Conseil spécial de la CECA de 1952 à 1958.

## Œuvres
Outre de très nombreux articles, on lui doit plusieurs ouvrages :
- De Raad van de Europese Gemeenschappen, 1972
- La suppression des restrictions au libre établissement dans la C.E.E., 1974
- Effets de redistribution de revenus: approche théorétique et réflexions sur ses applications au marché commun, Universitaire Faculteiten Sint-Aloysius, 1976
- Offenbach. Idillio e parodia, 1980
- Voyage à travers l'impossible: pièce fantastique en 3 actes (postface), Pauvert, 1981
- La Europa de Carlos V y la de hoy, 1987
- Jules Verne en zijn werk: een reëvaluatie, 1988
- Franz Lehàr, 1992
- Oscar Straus, 1993
- Albert Lortzing, 1993
- Offenbach, Éditions du Seuil, 1994
- Rudolf Friml, 1994
- Franz von Suppé, 1994
- Tarnung und Verkleidung : gesammelte Aufsätze zu Offenbach, 1995
- Charles Lecocq, 1995
- Gaetano Donizetti's vrolijk repertoire, 1997
- Franz Schubert Singspiele, 1997
- Carl Millöcker, 1998
- Jacques Offenbach et Jules Verne, VDGL, 1999
- Kálmán Imre, 1999
- Edmond Audran, 2000
- Jacques Offenbach (1819-1880), les Amis de la musique française, 2003
- Mathias Sandorf: pièce en 4 actes et 15 tableaux (préface), Société Jules-Verne, 2004
- Jacques Offenbach: Essays zur Rehabilitierung eines Komponisten, 2009